# Stazione di Abikochō
La stazione di Abikochō (我孫子町駅?, Abikochō-eki) e una stazione ferroviaria del quartiere di Sumiyoshi-ku a Osaka, nella prefettura omonima in Giappone. La stazione è gestita dalla JR West e serve la linea Hanwa.

## Linee
JR West
■ Linea Hanwa

## Struttura
La stazione è costituita da due marciapiedi laterali con 2 binari su viadotto.
| 1-2 | ■ Linea Hanwa | per Ōtori, Kansai Aeroporto e Wakayama |
| 3-4 | ■ Linea Hanwa | per Tennōji e Osaka                    |

## Stazioni adiacenti
| ≪                                 | Servizio    | ≫           |
| Linea Hanwa                       | Linea Hanwa | Linea Hanwa |
| --------------------------------- | ----------- | ----------- |
| Nagai                             | Locale      | Sugimotochō |
| Tutti gli altri treni non fermano |             |             |